# Rossell
Rossell (em valenciano e oficialmente) ou Rosell (em castelhano) é um município da Espanha na província de Castelló, Comunidade Valenciana. Tem 74,9 km² de área e em 2021 tinha 904 habitantes (densidade: 12,1 hab./km²).

## Demografia
| Variação demográfica do município entre 1991 e 2004 | Variação demográfica do município entre 1991 e 2004 | Variação demográfica do município entre 1991 e 2004 | Variação demográfica do município entre 1991 e 2004 |
| --------------------------------------------------- | --------------------------------------------------- | --------------------------------------------------- | --------------------------------------------------- |
| 1991                                                | 1996                                                | 2001                                                | 2004                                                |
| 1250                                                | 1206                                                | 1245                                                | 1291                                                |